# Guacricur
Guacricur o Guacri Caur, es el segundo gobernante del Reino Chimú, hijo del fundador del reino Taycanamo.
De él solo se conoce debido a una crónica anónima escrita en el año de 1604, por medio de esta crónica se sabe que este soberano habría adquirido mayor poder en el valle Chimú. La crónica afirma que «adquirió mayores poderes que su padre "ganando indios y principales deste valle" (Chimor)».
El sucesor de Guacri Caur fue su hijo Naucempinco con el que empiezan las conquistas en el valle Chimú.
| Predecesor: Tacaynamo | Gobernantes chimúes Guacricur | Sucesor: Naucempinco |